# 三浦高連
三浦 高連（みうら たかつら）は、室町時代の武将。相模三浦氏の当主。室町幕府の相模守護。官位は相模介（三浦介）。

## 生涯
三浦介三浦高通の子として生まれる。
上総国に現在場所は分かっていないが慧日山東照寺という寺院を創建している。
永和3年（1377年）から応永9年（1402年）まで相模守護に任じられている。その間
の応永2年（1395年）9月から応永7年（1400年）6月の間に出家し、徳柔を名乗っている。
応永9年（1402年）から応永14年（1407年）の間に家督と三浦介を高明に譲り、亡くなっている。